# Marie Van Langendonck
Marie Barbe Anoinette Rutgeerts, devenue après son mariage Marie Van Langendonck (née en 1798 à Anvers et morte le 6 juin 1875 à Arroio Grande, au Brésil), était une poétesse belge du XIXe siècle.

## Biographie
Marie Rutgeerts, fille de Carolus Rutgeerts et Marie Joséphine Philomène Linee Rutgeers, se marie en 1827 avec Jean Van Langendonck, officier du Régiment des guides et directeur de l'hôpital militaire de Charleroi. En 1857, veuve, elle quitte la Belgique pour rejoindre ses enfants au Brésil. 
Marie quitte, en 1859, Porte Alegre et retourne en Belgique dans l'espoir de convaincre les autorités belges d’investir dans cette région du monde. De 1857 à 1859, elle a voyagé dans tout l'État du Rio Grande do Sul. Elle a enregistré toutes ses impressions de voyage et a été fascinée par les jungles colossales de la région.
Elle a écrit son carnet de voyage "Uma Colonia no Brasil" ; l'œuvre originale était en français, "Une Colonie au Brésil". Ce livre a été publié en 1862 à Anvers, sous le nom de Madame Van Langendonck. Son carnet de voyage est inconnu en Belgique, mais d'autant plus célèbre à Rio Grande do Sul.
La version originale de son livre "Une colonie au Brésil" est consultable à la Bibliothèque royale de Belgique.

## Œuvre
Marie Van Langendonck publie deux livres :
- Aubépines, recueil de poèmes paru en 1844 à Bruxelles.
- Une colonie au Brésil, récit historique paru en 1862 chez l'imprimeur L. Gerrits à Anvers, nouvelle édition en 2008 aux Éditions Biliki.